# Koolstofcompensaties en -kredieten

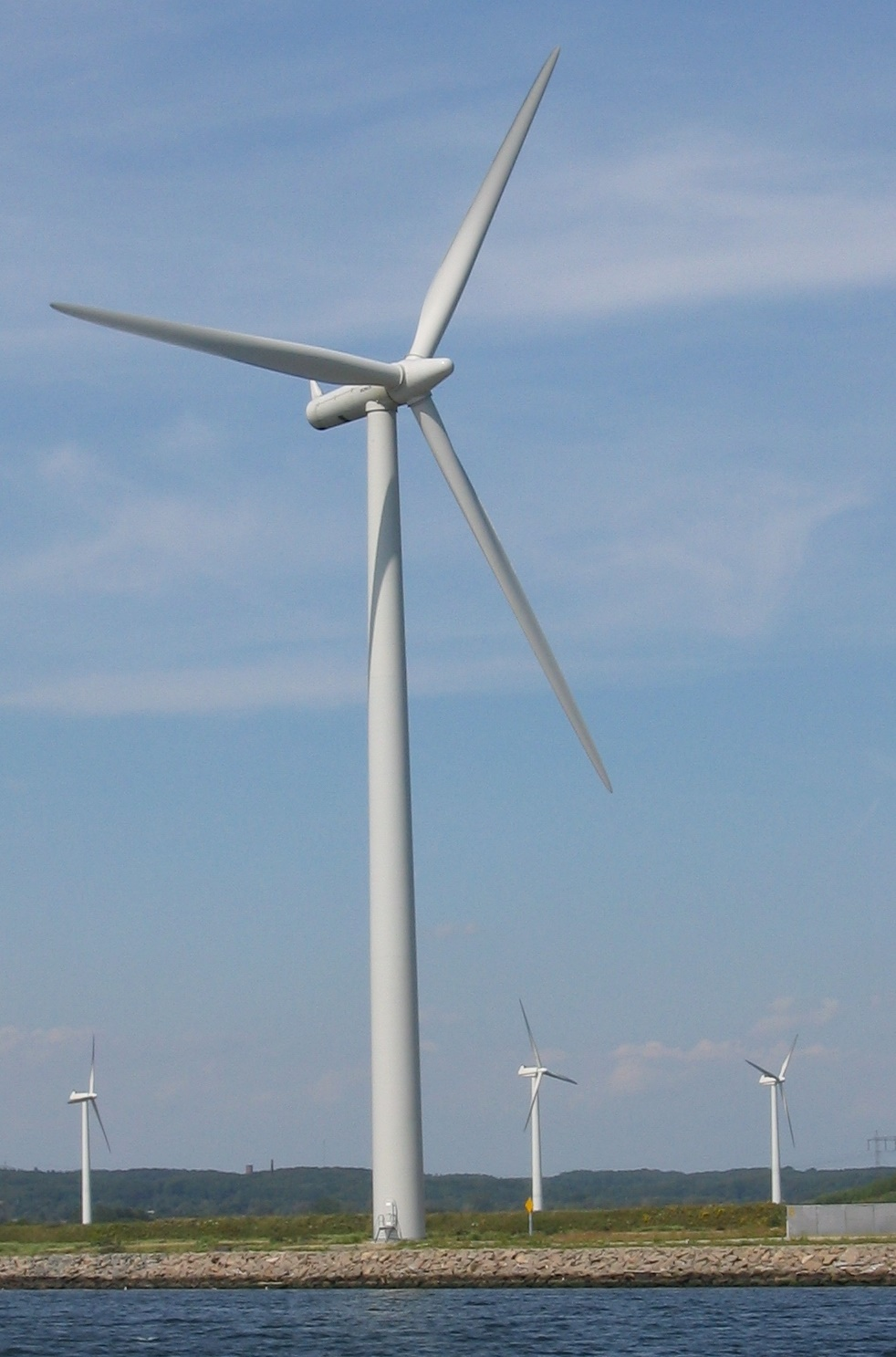
Projecten voor hernieuwbare energie, zoals deze windturbines bij Aalborg, Denemarken, vormen een veelvoorkomend type project voor koolstofcompensatie.

Koolstofcompensatie en -kredieten vormen een handelsmechanisme in CO2 (koolstofdioxide) met het doel om uitstoot van broeikasgassen te  compenseren door in projecten te investeren die elders emissies verminderen, vermijden of verwijderen. 
In een land als Suriname gaat het om het vermijden van emissies door behoud van het regenwoud. Maar investeringen in CO2-compensatieprogramma's worden wereldwijd vooral verhandeld met CO2-kredieten (carboncredits) of compensatiekredieten (offsetcredits). 
Eén koolstofkrediet staat voor de vermindering, vermijding of verwijdering van één ton koolstofdioxide of het equivalent voor aardopwarming daarvan (CO 2 e) en is het de weergave van behaalde netto klimaatvoordelen. 
Kredieten kunnen worden verhandeld na certificering door een overheid of een onafhankelijke certificeringsinstantie. 